# De La Montagne
Die Familie de La Montagne ist eine französisch-belgisch-luxemburgische Familie, die sich um 1650 in Antwerpen (Belgien) niederließ. Ihr wird zugeschrieben, die Diamantenindustrie in Antwerpen gegründet zu haben.

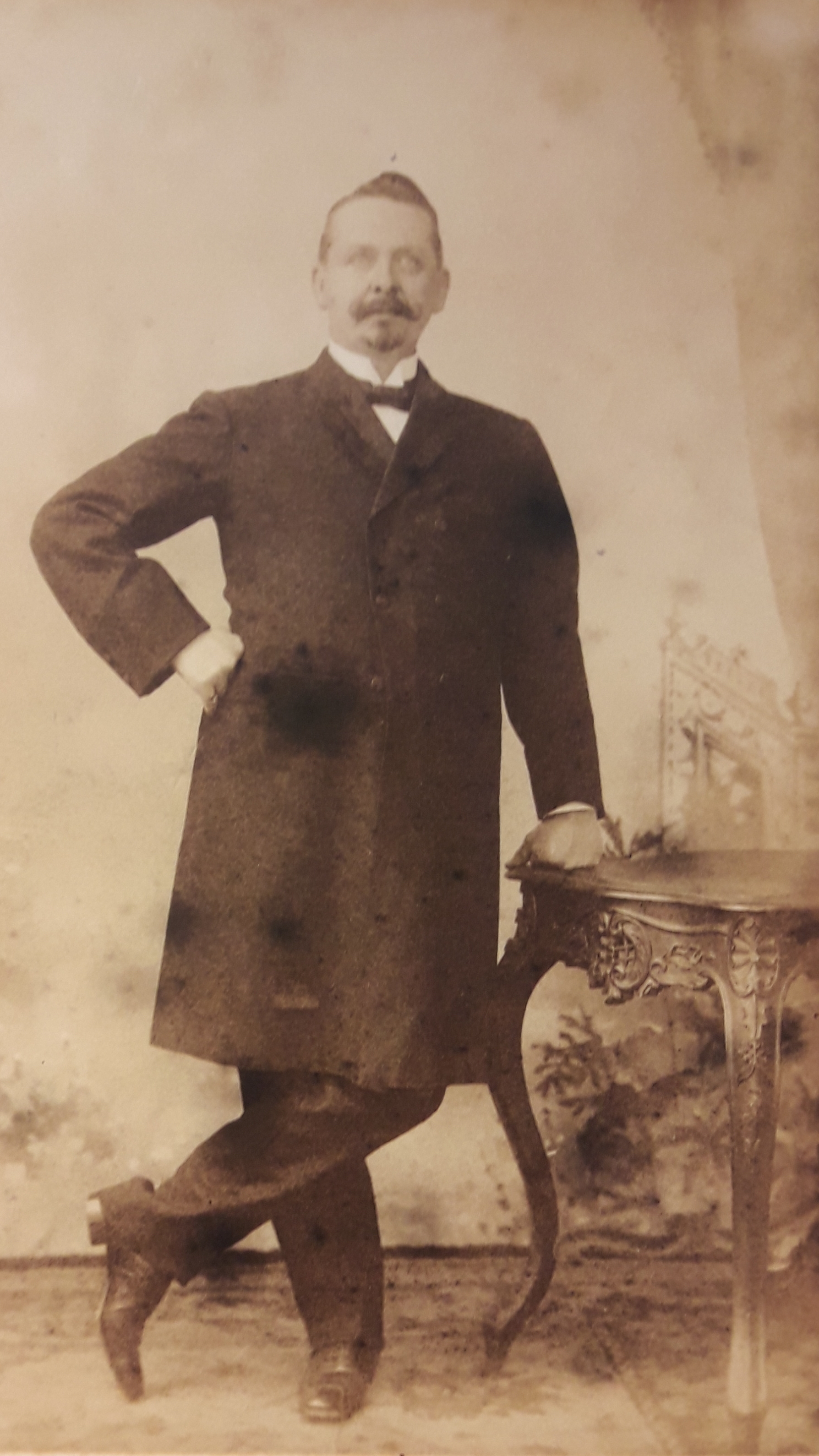
Franciscus de La Montagne

## Geschichte
Im 17. Jahrhundert eröffnete die Familie in Antwerpen ein Handelshaus mit einer Druckerei namens Montanus. Ab der zweiten Hälfte des 19. Jahrhunderts konzentrierte sich die Familie auf die Diamantverarbeitung und eröffnete bald eine eigene Werkstatt. Ende des 19. Jahrhunderts wandelte sich die Familie erfolgreich zu einer Familie von Diamantenhändlern und eröffnete in Grobbendonk eine neue Diamantschleiferei.

## Das Goldene Zeitalter
Die Geschäfte der Familie La Montagne florierten während des Goldenen Zeitalters von Antwerpen. In dieser Zeit eröffnete die Familie ein Handelshaus in Antwerpen und war im Tuchhandel und anderen kleinen Handelsaktivitäten tätig. (z. B. Druckerei und Rohstoffhandel). Nach der Französischen Revolution konzentrierte sich die Familie auf den Diamantenhandel. und war unmittelbar an der Entwicklung der Diamantenindustrie im Norden der Provinz Antwerpen (Grobbendonk) beteiligt.

## Familienmitglieder
- Émile Pierre La Montagne (1873–1956), Antwerpener Malerin
- Franciscus La Montagne (Ende des 19. Jahrhunderts), einer der beiden Gründer der Diamantenindustrie in Antwerpen
- Pierre La Montagne (1755–1820), ein französischer Schriftsteller und Übersetzer
- Victor La Montagne (1854–1915), ein belgischer Dichter und Dramatiker